# Night and Fog

Night and Fog (Tin shui wai dik ye yu mo) est un film hongkongais réalisé par Ann Hui, sorti en 2009.

## Synopsis
Wang Xiaoling (32 ans) et son mari Li Sen (44 ans) forment une famille matrimoniale sino-hongkongaise typique. 
La jeune femme est venue du lointain Sichuan pour travailler dans le Guangdong et s'est mariée à Hong Kong. 
Le jeune mari au chômage est resté à la maison pour s'occuper des enfants. 
Sen a forcé Ling à abandonner son travail à l'étage de la cafétéria, et sa famille vivait au CSSA. 
L'écart d'âge fait que Sen soupçonne constamment que Ling lui est infidèle, et la suspicion sans fin fait subir à Ling des abus psychologiques. 
Une fois que Ling a été chassée par Mori pour une petite cause, sa voisine Ou Tai a emmené Ling chez le conseiller du district pour obtenir de l'aide. Ce dernier a finalement aidé Ling pour trouver un nouveau logement afin qu'elle puisse déménager. 
Le compagnon d'hôpital de Ling, Xiaoli, a persuadé Ling de quitter Sen, mais Ling est retournée voir Sen parce qu'elle ne pouvait pas vivre seule à Hong Kong et subvenir aux besoins de ses deux jeunes filles, et elle a aussi été persuadée par des travailleurs sociaux inexpérimentés. 
Mais cette nuit-là, Mori a perdu son sang-froid contre Ling à cause d'une affaire insignifiante, et Ling a été blessée et envoyée à l'hôpital. Ling est retournée au centre d'asile, mais elle était toujours inquiète pour la sécurité de ses deux filles et voulait rentrer chez elle pour les récupérer.
Elle a constaté que la porte était verrouillée. Ling a paniqué à la recherche de Sen et de ses deux jeunes filles, et a finalement trouvé Sen. Sen a emmené Ling et lui dans un restaurant rapide puis pour ramener leurs deux jeunes filles à la maison. 
D'une part, Ling savait qu'elle ne devrait pas retourner avec Sen, et d'autre part, elle voulait rompre pacifiquement, alors elle est rentrée dans la maison avec lui, se préparant à faire ses valises et à emmener ses deux jeunes filles. ...

## Fiche technique
- Titre : Night and Fog
- Titre original : Tin shui wai dik ye yu mo
- Réalisation : Ann Hui
- Scénario : Cheung King-wai
- Pays d'origine : Hong Kong
- Format : Couleurs - 1,85:1 - Dolby Digital - 35 mm
- Genre : Drame
- Durée : 122 minutes
- Date de sortie : 2009

## Distribution
- Simon Yam : Sen Li
- Zhang Jingchu : Wang Xiaoling
- Amy Chum : Mrs. Ou Tai
- Wai Keung Law : Lily